# 萊斯特·霍爾特
萊斯特·霍爾特（英語：Lester Don Holt, Jr.，1959年3月8日—），美國記者，原為NBC夜間新聞的週末主播，2015年2月9日起，接替因醜聞停職的布萊恩·威廉姆斯，代班主持平日的時段，2015年6月18日正式接任。他也是第一位主持美国三大电视台平日晚间全国新闻时段节目的非裔血统美国人。